# Гарт (літературна організація)
«Гарт» — спілка українських пролетарських письменників, організована 1923. Ідеолог — Василь Еллан-Блакитний. Ключова статутна вимога — творчість українською мовою.

## Членство
До групи увійшли відомі на той час письменники Василь Еллан-Блакитний, Іван Кулик, Володимир Сосюра, Валер'ян Поліщук, Майк Йогансен, Павло Тичина, Олександр Довженко, Микола Хвильовий, Василь Воруський, Микола Куліш, Панько Педа та інші.

## Ідеологія
Метою організації, як зазначалося в статуті, було об'єднання українських пролетарських письменників та прагнення до створення єдиної інтернаціональної комуністичної культури. Мова творів «гартян» мала бути українською. «Гартяни» не вдавались до гучномовних декларацій свого статуту.
Ось як керівник організації В. Еллан-Блакитний розпочинає статтю «Без маніфесту», що стала публічною ідеологічною платформою гартівців:
«Другий рік існує спілка пролетарських письменників Гарт, біля неї організувався вже ГАРТ (Гарт аматорів робітничого театру), має він у собі зародок „Гарту“ музичного і наукового, організує навколо себе революційних малярів, розгортає роботу на периферію, вживає заходів до створення Української Літературної Академії, посилає, нарешті гартоваців за кордон, а й досі не спромігся ані на широку мистецьку платформу, ані на маніфест, універсал, або щось подібне, з чого звичайно починають (та на тому часто і кінчають) своє життя різні мистецькі об'єднання».
Окрема увага приділена питанню мови:
«Як сказано у статуті, гартяни, прагнучи до створення єдиної інтернаціональної культури, користуються „українською мовою, як знаряддям творчості“, і разом з тим, на Пленумі „Гарту“ з нагоди річниці, ухвалено постанову про потребу розвинення широкої роботи на мовах нац-меншостей України».

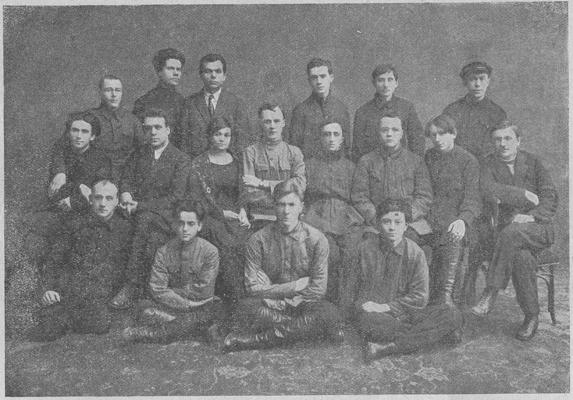
Київська філія Спілки пролетарських письменників «Гарт». Четвертий справа в середньому ряду — Борис Ліфшиць.

Гарт проіснував до 1925 року. Після смерті Блакитного організація розпалась. Привід — виступ Хвильового, що організував у 1925 році «Вільну Академію Пролетарської Літератури» — ВАПЛІТЕ.